# Chersotis sachalinensis
Chersotis sachalinensis är en fjärilsart som beskrevs av Matsumura 1925. Chersotis sachalinensis ingår i släktet Chersotis och familjen nattflyn. Inga underarter finns listade i Catalogue of Life.